# Boeing TB
Boeing TB (hay Model 63) là một loại máy bay oanh tạc phóng ngư lôi cho Hải quân Mỹ được thiết kế năm 1927. Đây là một mẫu máy bay hai tầng cánh có sải cánh bằng nhau nhưng không đặt so le với cấu hình quy ước, mẫu máy bay này có thể chuyển từ bánh cố định sang phao nếu cần hoạt động trên mặt nước và ngược lại. Nó được thiết kế chủ yếu để hoạt động từ đất liền, bánh đáp chính được tạo thành từ hai bánh đơn. Dưới thân máy bay có một khoang kính cho phi công cắt bom. Ngay trước khi 3 chiếc XTB-1 được chuyển giao, Cục Hàng không Hải quân đã thay đổi ý kiến của mình về những điều cần thiết trong một máy bay oanh tạc phóng ngư lôi, và dựa vào kinh nghiệm với NAF XTN-1, họ đã quyết định rằng một máy bay hai động cơ là tốt hơn cho vai trò nhiệm vụ này. Như vậy việc phát triển của TB là không còn cần thiết, không một chiếc TB nào ngoài 3 nguyên mẫu được chế tạo.

## Thông số kỹ thuật

### Đặc điểm riêng
- Phi đoàn: 3 - phi công, xạ thủ, người cắt bom
- Chiều dài: 40 ft 10 in (12.45 m)
- Sải cánh: 55 ft 0 in (16.76 m)
- Chiều cao: 13 ft 6 in (4.12 m)
- Diện tích cánh: 868 ft² (80.6 m²)
- Trọng lượng rỗng: 5.640 lb (2.558 kg)
- Trọng lượng cất cánh: 9.786 lb (4.339 kg)
- Trọng lượng cất cánh tối đa:
- Động cơ: 1 × Packard 3A-2500, 730 hp (544 kW)

### Hiệu suất bay
- Vận tốc cực đại: 115 mph (185 km/h)
- Tầm bay: 878 dặm (1.413 km)
- Trần bay: 12.500 ft (3.810 m)
- Vận tốc lên cao: 754 ft/phút (3.8 m/s)
- Lực nâng của cánh: n/a
- Lực đẩy/trọng lượng: n/a

### Vũ khí
- 1 × súng máy M2 Browning.30 cố định ở phía trước
- 1 × súng máy Browning.30 ở phía sau
- 1 × ngư lôi Bliss-Leavitt